# Labāb
Labāb är en ort i Iran.   Den ligger i provinsen Khuzestan, i den centrala delen av landet, 400 km sydväst om huvudstaden Teheran. Labāb ligger 1 196 meter över havet och antalet invånare är 128.
Terrängen runt Labāb är bergig österut, men västerut är den kuperad. Runt Labāb är det ganska tätbefolkat, med 104 invånare per kvadratkilometer. Labāb är det största samhället i trakten. Omgivningarna runt Labāb är i huvudsak ett öppet busklandskap.